# Sixi (köpinghuvudort i Kina, Jiangxi Sheng, lat 28,31, long 115,08)
Sixi är en köpinghuvudort i Kina. Den ligger i provinsen Jiangxi, i den sydöstra delen av landet, omkring 88 kilometer sydväst om provinshuvudstaden Nanchang. Antalet invånare är 32 091. Befolkningen består av 15 459 kvinnor och 16 632 män. Barn under 15 år utgör 19,0 %, vuxna 15-64 år 70 %, och äldre över 65 år 9,0 %.
Runt Sixi är det tätbefolkat, med 331 invånare per kvadratkilometer. Närmaste större samhälle är Huibu, 16,7 km öster om Sixi. Trakten runt Sixi består till största delen av jordbruksmark.
Genomsnittlig årsnederbörd är 2 092 millimeter. Den regnigaste månaden är maj, med i genomsnitt 337 mm nederbörd, och den torraste är oktober, med 32 mm nederbörd.